# 查德·格林
查德·基斯·格林（英語：Chad Keith Green，1991年5月24日—），美國職棒大聯盟選手，守位為投手。2016年代表紐約洋基完成生涯初登場，他曾是一名先發投手，2017年球季轉任後援。

## 生平

### 早年
格林出生於南卡格林维尔，高中時已經技驚四座，多次獲選為地區球隊的明星成員。多倫多藍鳥曾在2010年選秀會中選擇格林（第37輪），當時仍是高中生的格林並未與藍鳥簽約。之後，進入路易斯維爾大學，他在該校保有最低防禦率（2.38）的校隊隊史紀錄。格林的業餘棒球活動一直持續到2012年為止。

### 職業生涯

#### 底特律老虎
老虎於2013年選秀會選中格林（第11輪）。他的第1個小聯盟球季在低階1A度過，留下3勝0負、防禦率3.63的成績。2015年升至AA，在27場先發中留下5勝14負、防禦率5.93的有限成績。

#### 紐約洋基
2015年12月9日，老虎將格林與Luis Cessa交易至洋基，換取左投手賈斯汀·威爾森，洋基則特別邀請他參加2016年春訓。球季開始前，他被下放至小聯盟AAA。5月14日，洋基將格林召回大聯盟。5月16日是他的大聯盟初登場。洋基原先計畫將格林排入先發輪值中，他卻在四場先發後遭遇了肘韌帶的傷勢，球季被迫中止。總計他在2016年球季出賽12場（8場先發），投42+2⁄3局，有2勝4負、防禦率4.73以及52次三振的成績。
2017年球季格林仍然自AAA開始，於5月8日被召回大聯盟。5月9日，首次以後援投手的身分出賽，自此除了短暫的先發機會外，主要都以後援角色登板。他的2017年球季防禦率是傑出的1.83，奪三振數則突破個人新高（103）。
2019年4月，格林在開季表現不佳，一度被下放調整。球季最終留下4勝4負、防禦率4.17的成績。
在2020年的縮水賽季，格林的防禦率為3.51，25+2⁄3局投球中送出32次三振（K9值為11.2）。

#### 多倫多藍鳥
2023年1月31日，于上一年接受尺骨副韧带重建手术之后的康复期内与多倫多藍鳥队签订两年期合约。

## 個人生活
霍華德與席娜·格林（Sheena Green）育有三子一女，查德·格林是他們的第3胎，亦是一對雙胞胎。他的雙胞胎兄弟切斯（Chase）是一名游擊手。
休季期間，格林與妻子居住在肯塔基州路易維爾。

## 外部連結
- 球員資訊和成績在MLB ，ESPN ，Baseball Reference ，Baseball Reference (Minors) ，Fangraphs （英文）